# 沖縄県道37号線
沖縄県道37号線（おきなわけんどう37ごうせん）は沖縄県うるま市字具志川と勝連平敷屋とを結ぶ一般県道。

## 概要

### 区間
- 起点・うるま市字具志川（沖縄県道8号線）
- 終点・うるま市勝連平敷屋（沖縄県道8号線）
- 総延長・12.71km
- 実延長・12.11km

### 通過自治体
- うるま市

### 交差する路線
- 沖縄県道8号線（起点・終点）
- 沖縄県道33号具志川沖縄線（うるま市具志川）
- 沖縄県道10号伊計平良川線（うるま市与那城中央・与那城屋慶名）
- 沖縄県道239号与那城具志川線（同）

### 主要施設
- うるま市役所与那城庁舎（うるま市与那城中央）

### 路線バス
いずれも沖縄バスが運行、与那城屋慶名 - 勝連平敷屋間のみを通っている（2016年まで琉球バス交通も乗り入れていた）。
- 27番・屋慶名（大謝名）線
- 93番・屋慶名〜イオンモール線
- 127番・屋慶名（高速）線
- 227番・屋慶名おもろまち線
- 777番・急行バス（屋慶名）線

## 歴史・特徴
- 1953年（昭和28年）に琉球政府道37号線として指定。1972年（昭和47年）の本土復帰と同時に県道37号線となる。
- 1993年（平成5年）、具志川市（現うるま市）具志川 - 与那城村中央（現うるま市与那城中央）間にバイパス開通。同区間は道幅が小さく拡幅困難箇所があり、道路状況がよくなかった。